# Micronisation
La micronisation d'un solide est l'opération consistant :
- en chimie, à moudre des granulés jusqu'à l'obtention d'une poudre très fine (grains de dimension 100 à 500 µm) : cela permet d'augmenter la réactivité d'un produit ;
- en gastronomie, à réduire en billes d'un millimètre de diamètre des filets de hareng fumé avant de les colorer (le plus souvent à l'encre de seiche) pour obtenir l'avruga, un substitut au caviar[1].

## Sources
1. ↑  « Avruga », sur Gastronomiac (consulté le 7 septembre 2020)